# Deutschschweizer Gebärdensprache
Die Deutschschweizer Gebärdensprache (DSGS) ist die in der Deutschschweiz und in Liechtenstein meist genutzte Gebärdensprache.

## Einordnung und Dialekte
Zu welcher Sprachfamilie die Deutschschweizer Gebärdensprache (folgend DSGS) gehört, ist nach wie vor offen. 
Henri Wittmann vermutet, dass die DSGS wie auch die Österreichische Gebärdensprache (ÖGS) zur Familie der Französischen Gebärdensprachen gehört. Eine andere These ist, dass DSGS wie die Deutsche Gebärdensprache (DGS) zur Familie der Deutschen Gebärdensprachen gehören könnte. Bislang wurde beobachtet, dass, wenn Lehnwörter eingesetzt werden, diese eher von der Langue des signes Suisse romande (LSF-SR), dem Westschweizer Dialekt der Französischen Gebärdensprache (LSF) und weniger vom DGS übernommen werden.
In der Deutschschweiz wird zwischen fünf Dialekten unterschieden, dem Zürcher, Berner, Basler, Luzerner sowie dem St. Galler Dialekt. In Wörterbüchern werden Gebärden dabei mit dem jeweiligen Kantonskürzel vermerkt (ZH, BE, BS, LU, SG). Die in Liechtenstein verwendete Gebärdensprache ist eng verwandt mit der DSGS und kann daher als ein weiterer DSGS-Dialekt betrachtet werden.
Die Dialekte sind einander ähnlich. Dennoch bestehen eindeutige Unterschiede, so dass man erkennen kann, aus welchem Teil der Schweiz der Gebärdende stammt. Mit der zunehmenden Mobilität werden diese Dialekte jedoch immer mehr vermischt.
2011 wurde vom SGB-FSS das Gebärdensprachlexikon für die Schweizer Gebärdensprachen (neben DSGS auch LSF-SR und LIS-SI) online gestellt, durch die  Interkantonale Hochschule für Heilpädagogik auf 2021 das Handbuch über die Grammatik der DSGS online gestellt.

## Merkmale der DSGS
Die DSGS ist im Vergleich zur American Sign Language (ASL) stark oralbetont. So werden zu fast jeder Gebärde die entsprechenden Lippenbewegungen auf Hochdeutsch, nicht Schweizerdeutsch, lautlos „mitgesprochen“ (sog. Mundbild). Anders ausgedrückt anhand eines Beispiels: Wenn der (rechtshändige) Gehörlose die rechte Hand zur Faust ballt und mit dieser zwei- bis dreimal an seine rechte Wange klopft (wobei alle Finger mit Ausnahme des Daumens die Wange berühren), dann weiss das Gegenüber, er sagt „Mutter“. Trotzdem bewegt er seinen Mund und sagt tonlos auch „Mutter“.

## DSGS in Schulen
Zu Beginn des 19. Jahrhunderts, der Gründerzeit der Gehörlosenschulen, wurde in der Taubstummenpädagogik der deutschen und der französischsprachigen Schweiz die Gebärdensprache, zum Teil auch ein künstliches, an die Syntax der Lautsprache angeglichenes Gebärdensystem unter Anlehnung an die Signes conventionnels französischer Herkunft verwendet. Nach den Jahren um 1830 wurde jedoch die gebärdenorientierte Pädagogik von den deutschschweizerischen Taubstummenanstalten (und etwas später erst auch in der französischsprachigen Schweiz) verboten, und dies bis in die 1990er Jahre. Die Gebärdensprache wurde, wie in anderen Ländern auch, als „Affensprache“ abgewertet und bis heute von weiten Kreisen, auch in der Gehörlosenpädagogik, stigmatisiert.
Ein zaghaftes Umdenken fand in den 1960er-Jahren an der Gehörlosenschule in Zürich statt. Dort wurde die Gebärdensprache nicht mehr vollständig verboten, es setzte also  keine Strafen mehr ein. Eingeführt in den Unterricht wurde dort die Lautsprachbegleitende Gebärden (LGB) ab 1984, seit den 2000er-Jahren wird vermehrt DSGS eingesetzt. Auf der anderen Seite war an der Sprachheilschule St. Gallen auch in den 1990er-Jahren mit Ausnahme des Kindergartens die Gebärdensprache nicht ausdrücklich erlaubt. Die Konsequenzen bei der Verwendung der Gebärdensprache hingen dabei von der betreffenden Lehrperson ab. Vor allem jüngere Lehrer wiesen einfach auf das Verbot hin – auch wenn es ihnen unangenehm war, andere, vorwiegend ältere, wendeten gar Körperstrafen an.
Zur Jahrtausendwende laufen in der Schweiz Projekte, gehörlose Kinder bilingual oder in lautsprachbegleitender Gebärdensprache zu erziehen. Allerdings steht diese Entwicklung am Anfang, und es bedarf in der deutschsprachigen Schweiz eines politischen Willens, des notwendigen Wissens und der Erfahrung zur Verwirklichung bilingualer Projekte. Noch favorisieren zahlreiche Eltern gehörloser Kinder sowie die sie beratende Ärzteschaft und die in der Früherziehung tätigen Pädagogen und Therapeuten in der Regel das orale Bildungsmodell unter Ausschluss der Gebärdensprache, so dass nur wenig Geld in die bilinguale Forschungsarbeit investiert wird.
An den Hochschulen fehlt im sonderpädagogischen Bereich eine Ausbildung, die eine echte bilinguale Alternative zum herkömmlichen oralen gehörlosenpädagogischen Ausbildungsprogramm darstellt; die in der Deutschschweiz tätigen Gehörlosenpädagogen sind der Gebärdensprache in der Regel nur beschränkt mächtig und können mit gebärden-grammatischen Begriffen weder theoretisch noch praktisch umgehen. In der französischsprachigen Schweiz sind die Schulen offener (und verfügen über mehr Erfahrung als in der deutschsprachigen Schweiz) für den Einbezug der Gebärdensprache in die Gehörlosenpädagogik; auch auf der Hochschulebene widmet man sich diesem Thema gebührend. In der italienischsprachigen Schweiz, wo in den letzten 30 Jahren des 20. Jahrhunderts starke Bemühungen zur Integration gehörloser Kinder in die Normalschulen zur Aufgabe der dortigen residentiellen Gehörlosenschule geführt haben, fehlt im Moment eine echte pädagogische und soziokulturelle Basis für eine bilinguale Gehörlosenpädagogik.
Auch wenn in gewissen Studien nachgewiesen wurde, dass die Gebärdensprache Gehörlose eher fördert als benachteiligt und sie aus der natürlichen Kommunikation in Gebärdensprache einen grossen sozialen, kognitiven und integrativen Nutzen ziehen, profitieren in der Schweiz bislang nur wenig gehörlose Kinder vom Segen bilingualer Gehörlosenpädagogik und -kultur. Es gibt allerdings Studien, die genau das Gegenteil belegen. Sie zeigen auf, dass der Nutzen bei einer auditiv-verbalen Erziehung grösser ist; ein Ende dieser Diskussion ist nicht abzusehen.

## Gehörlosenschulen in der Schweiz allgemein
Gehörlosenschulen gibt es per 2018 in Wollishofen (Zürich), Riehen (bei Basel) und in Münchenbuchsee (bei Bern), früher existierten Schulen in Hohenrain (Johanniterkommende Hohenrain) sowie am Rosenberg in St. Gallen. Einzig in Zürich existiert eine Sekundarschule, die restlichen boten früher Realschulen an. Begabte Gehörlose waren, bevor die in den 2000er-Jahren vollzogene Integration in Regelschulen die Norm wurde, fast gezwungen, die Oberstufe in Zürich zu absolvieren. Eine andere Möglichkeit ist das Zentrum und schweizerische Schule für Schwerhörige Landenhof in Unterentfelden bei Aarau. Dort können Gehörlose die Sekundar- sowie die Bezirksschule absolvieren. Diese Schule ist primär für Schwerhörige gedacht, Gehörlose haben eher Mühe, sich unter Schwerhörigen zu integrieren.
In der Deutschschweiz gibt es eine Berufsfachschule für Lernende mit Hör- und Kommunikationsbehinderung, die BSfH in Zürich Oerlikon. Die Schule bildet Lehrlinge in allen Berufen aus und bietet eine BMS (Berufsmittelschule) an.
Liechtensteiner Gehörlose besuchen die Angebote in der Deutschschweiz.

## Anerkennung durch den Staat

### Schweiz

#### Auf Bundesebene
Die DSGS ist vom Staat nicht offiziell anerkannt. Die Schweizer Gehörlosen kämpfen daher dafür, dass die Gebärdensprache in der Schweizer Verfassung als offizielle Landessprache anerkannt wird. So wurde unter anderem bemängelt, dass Gebärdensprachdolmetscher vom Staat nicht richtig unterstützt werden.
Auf Sommer 2004 gab es rund 40 diplomierte Dolmetscher, nachdem zur nur 25 Dolmetscher vorhanden waren, der Bedarf zu jener Zeit lag aber bei 150 Gebärdensprachdolmetschern.  Daher konnten damals viele Dolmetscherbestellungen gar nicht erfüllt werden. Per 2018 waren 73 Dolmetscher in DSGS bei der nationalen Schweizer Dolmetschvermittlungsstelle eingetragen (in LSF sind es 27 und in LSI 6).

#### Auf Kantonsebene
Die Sprachfreiheit schliesst im Kanton Zürich Gebärdensprachen seit der angenommenen Volksabstimmung am 27. Februar 2005 verfassungsmässig mit ein (Art. 12 der Zürcher Verfassung). Im Verkehr mit den Behörden des Kantons müssen daher Gebärdensprachdolmetscher auf Verlangen eingesetzt werden. Im Kanton Genf ist die Gebärdensprache anerkannt (Art. 16 der Genfer Verfassung). In den übrigen Kantonen werden bei Bedarf auch Gebärdensprachdolmetscher eingesetzt, gestützt auf das Gewohnheitsrecht sowie auf das Behindertengleichstellungsgesetz.

### Liechtenstein
Der Liechtensteiner Behinderten-Verband unterhält eine Dolmetschvermittlungsstelle und ist für deren Vermittlung zuständig.

## Lernprogramme und Bücher
- Penny Boyes Braem: Einführung in die Gebärdensprache und ihre Erforschung. 3. Auflage. Signum Verlag, Hamburg 1995, ISBN 3-927731-10-2.
- Marina Ribeaud: Das Gebärdensuchbuch: Ein spielerischer Einstieg in die Schweizer Gebärden. fingershop.ch, Allschwil 2006, ISBN 978-3-9523171-0-5.
- Marina Ribeaud: Gebärdensprache lernen 1. fingershop.ch, Allschwil 2011, ISBN 978-3-9523171-5-0.
- Marina Ribeaud: Gebärdensprache lernen. fingershop.ch, Lern-App für die Gebärdensprache www.gebaerdensprache-lernen.ch.
- Johanna Krapf: Hände bewegen. Eine Werkstatt zum Kennenlernen der Gebärdensprache (mit DVD). SCOLA Verlag, Zürich 2011, ISBN 978-3-905902-70-9.
- Johanna Krapf: Pauline und der Froschkönig. Vier Geschichten in Gebärdensprache (DVD). Eigenverlag, Jona 2012, ISBN 978-3-033-03358-0.
- Johanna Krapf: Augenmenschen. Gehörlose erzählen aus ihrem Leben. Rotpunktverlag, Zürich 2015, ISBN 978-3-85869-645-8.